# Yeşim Ustaoğlu
Yeşim Ustaoğlu (née le 18 novembre 1960, selon les sources à Sarıkamış, dans la province de Kars ou à Çaykara, dans la province de Trabzon) est une réalisatrice turque.

## Biographie
Ustaoğlu est née dans la province turque orientale de Kars et a grandi à Trabzon, sur la mer Noire. Après des études d'architecture à l'Université technique Yıldız (en) à Istanbul, elle a travaillé comme architecte, puis comme journaliste et a dirigé plusieurs ateliers vidéo. 
La Trace est son premier long-métrage en 1994. Dans En attendant les nuages, elle met en scène une vieille femme turque d'un village de la mer Noire qui se révèle être une orpheline grecque pontique adoptée par une famille turque musulmane pendant la Première Guerre mondiale.
Son plus grand succès international est La Boîte de Pandore, en 2008, dans lequel Tsilla Chelton joue une vieille femme atteinte de la maladie d'Alzheimer. Ce film remporte la Coquille d'or du meilleur film et la Coquille d'argent de la meilleure actrice pour Tsilla Chelton au Festival de Saint-Sébastien 2008.

## Filmographie

### Longs métrages
- 1994 : La Trace (İz)
- 1999 : Aller vers le soleil (Güneşe Yolculuk)
- 2003 : En attendant les nuages (Bulutları Beklerken)
- 2004 : La Vie sur leurs épaules (Sırtlarındaki Hayat) (documentaire)
- 2008 : La Boîte de Pandore (Pandoranın Kutusu)
- 2012 : Araf
- 2016 : Clair-obscur (Tereddüt)

### Courts métrages
- 1984 : To catch a moment (Bir Anı Yakalamak)
- 1987 : Magnafantagna
- 1990 : Düet
- 1992 : Otel

## Distinctions
- 2008 : Coquille d'or du meilleur film au Festival de Saint-Sébastien pour La Boîte de Pandore
- Festival international du film de Sofia 2013 : Meilleur réalisateur pour Araf
- Festival international du film d'Antalya 2016 : Meilleur réalisateur pour Clair-obscur
- Festival international du film de Haïfa 2016 : Golden Anchor Award - Special Mention pour Clair-obscur
- Festival international du film d'Istanbul 2017 : Meilleur réalisateur pour Clair-obscur